# Mato Damjanović
Mato Damjanović (23 de marzo de 1927 –  12 de febrero de 2011) fue un Gran Maestro de ajedrez croata, que representó a Yugoslavia en torneos internacionales. En 1964 se convirtió en el segundo Gran Maestro croata después de Mijo Udovčić.
Damjanović representó a Yugoslavia en la Olimpiada de Ajedrez en Leipzig 1960 (+6 -2 =2), y ganó la medalla de plata en categoría individual y bronce en la categoría de grupo. Tuvo una segunda aparición, más modesta en el Campeonato de Europa de ajedrez por equipos, disputado en Hamburgo 1965. Su resultado de +1 -2 =6 fue suficiente para que el equipo consiguiera la medalla de plata. Consiguió el título de Maestro Internacional en 1962 y el de Gran Maestro en 1964.
Prolífico jugador de torneos, participó en cientos de eventos durante las décadas de 1960 y 1970, su período más activo. Aunque sus resultados fueron muy variados, incluyeron el primer o segundo lugar en varios torneos. Principalmente, segundo en Sochi 1964 (Chigorin Memorial), Netanya 1969, Firenze 1972, Birmingham 1976, Vukovar 1976 y Birmingham 1977, y primero en Rovigo 1966, San Benedetto del Tronto 1966, Paris 1967/8, Zagreb 1969, Bad Pyrmont 1970, Reggio Emilia 1971/2, Zagreb 1972 y Virovitica 1976.